# Estinnes
Estinnes ([ɛstin] ; en wallon L' Estene) est une commune francophone de Belgique située en Région wallonne dans la province de Hainaut, non loin de la frontière française. Elle est issue de la fusion en 1977 des anciennes communes d'Estinnes-au-Val et Estinnes-au-Mont.

## Toponymie

#### Cartographie interactive(cliquer pour afficher)
Le nom « Liftinas » ou « Liptinas » est mentionné dans des documents écrits qui concernent le Concile de Leptines de l'an 743. Le toponyme « Listina » apparaît en 830 dans un traité sur les villas romaines des Estinnes et en « Leptinas » sur un denier d'argent de Charle-le-Chauve : Leptinas fisco (« Fisc de Leptines »). D'autres formulations comme « Leptis », « Leptines » ou « Lestines » — dont la formulation dialectale l’« èstène » ou « al basse èstène » — sont rencontrées par après.
Cependant, il semble que l'origine du nom soit plus ancienne. L'une des hypothèses se base sur le nom de colons germains déportés de la Germanie par l'empereur Maximien Hercule vers la Nervie au cours du IIIe siècle : les Lètes, « Loetes » ou « Leptes ». Théophile Lejeune, historien érudit du XIXe siècle et promoteur de cette hypothèse, qualifie les Lètes de « colon ou tenancier », l’étymologie de ce nom venant du germanique « lathen » ou « liten » qui signifie « serf ». Ainsi le lieu situé sur la voie romaine reliant Bavay à Cologne à proximité de Vodgoriacum (Waudrez) devient la terrœ leticœ, terre des Lètes, vastes plaines cultivables à l'origine des villages au nom originaire de « Liptines » ou « Leptines »,. Le suffixe « -inne », utilisé dans de nombreux noms de village, de « Leptines » signifie « endroit ».

## Géographie

### Sections de commune
| # | Nom                     | Superf. (km²) | Habitants (2020) | Habitants par km² | Code INS |
| - | ----------------------- | ------------- | ---------------- | ----------------- | -------- |
| 1 | Estinnes-au-Mont        | 9,81          | 2.039            | 208               | 58003A   |
| 2 | Estinnes-au-Val         | 10,85         | 1.499            | 138               | 58003B   |
| 3 | Vellereille-les-Brayeux | 14,44         | 1.063            | 74                | 58003C   |
| 4 | Peissant                | 9,34          | 615              | 66                | 58003D   |
| 5 | Fauroeulx               | 4,19          | 392              | 93                | 58003E   |
| 6 | Croix-lez-Rouveroy      | 4,63          | 207              | 45                | 58003F   |
| 7 | Rouveroy                | 6,86          | 476              | 69                | 58003G   |
| 8 | Haulchin                | 9,47          | 1.275            | 135               | 58003H   |
| 9 | Vellereille-le-Sec      | 3,70          | 193              | 52                | 58003J   |

## Démographie

### Démographie: Commune fusionnée
En tenant compte des anciennes communes entraînées dans la fusion de communes de 1977, on peut dresser l'évolution suivante :
Les chiffres des années 1831 à 1970 tiennent compte des chiffres des anciennes communes fusionnées.
- Source: DGS , de 1831 à 1981=recensements population; à partir de 1990 = nombre d'habitants chaque 1 janvier[11]

## Histoire
À Estinnes-au-Val, à cinq cents mètres au nord de la chaussée romaine de Bavay à Cologne, les vestiges d'une importante villa romaine, comptant plus de vingt chambres en son rez-de-chaussée sont retrouvés dans le courant du XIXe siècle, avec des murs décorés de stuc, de marbre et de granit. Des monnaies s'échelonnant du Ier  au IVe siècle y sont également retrouvées. Les traces d'autres bâtiments romains qui représentent sans doute une grande propriété de deux mille hectares attachée à la grande villa, sont repérés dans les environs,.
Ce site devint à l'époque franque le fisc royal des Estinnes, rattaché sous les Carolingiens au Pagus Hainoensis. Un palais royal franc probablement situé au centre de l'actuel Estinnes-au-Val semble construit au IVe siècle et détruit ou abandonné pendant les invasions normandes. Le nom de Liftinas ou Listinas apparaît à propos d'un concile de l'Église du royaume d'Austrasie qui y est organisé le 21 avril 743 par le maire du palais Carloman. La forme Listina est attestée en 830 dans la Translatio SS. Marcellini et Petri d'Éginhard : « Quidam juvenis de villa regia quæ Listina vocatur ». Au revers d'un denier d'argent de Charles le Chauve, on trouve l'inscription Leptinas fisco,.

## Héraldique
|  | Blason d'Estinnes. Ce sont les armoiries de la famille de Goegnies qui apparurent sur le sceau de Peissant au XVIe siècle. Les neuf étoiles font référence aux neuf communes ayant fusionné le 1er janvier 1977. Blasonnement : De sinople à la croix ancrée cantonnée de quatre étoiles [à six rais] et accompagnée de cinq autres, une à chaque canton de l'écu et une en pointe, le tout d'argent. - Délibération communale : 18 décembre 1998 - Arrêté de l'exécutif de la communauté : 30 avril 1999 |
|  | Drapeau d'Estinnes : vert chargé d'une croix ancrée blanche posée au 1er tiers du battant, cantonnée de 4 étoiles [à 6 rais] et accompagnées de 5 autres également blanches, 4 disposées en carré autour de la croix, la 5e placée au centre de l'espace entre la croix et le bord flottant. DC 18 décembre 1998 - AE 30 avril 1999 |

## Politique et administration

### Conseil et collège communal 2024-2030
Ci-dessous, le tableau des résultats des élections communales de 2024.
| Parti | Parti  | Voix (2024) | Voix (2018) | % (2024) | % (2018) | +/-    | Sièges | +/- | Collège |
| ----- | ------ | ----------- | ----------- | -------- | -------- | ------ | ------ | --- | ------- |
|       | PS     | 1.019       | -           | 20,15%   | -        | 0.0 %  | 3 / 19 | 3.0 | Oui     |
|       | MRGens | 625         | 829         | 12,36%   | 16,70%   | 4.34 % | 2 / 19 | 0.0 | Non     |
|       | Es+    | 1.293       | -           | 25,57%   | -        | 0.0 %  | 5 / 19 | 5.0 | Non     |
|       | EMC    | 2.120       | 2.303       | 41,92%   | 46,38%   | 4.46 % | 9 / 19 | 1.0 | Oui     |
|       | GP     | -           | 1.833       | -        | 36,92%   | 0.0 %  | - / 19 | 7.0 | Non     |
| Total | Total  | 5 057       | 4 965       | 100 %    | 100 %    |        | 19     |     |         |

| Collège communal   |                      |                                                    |
| ------------------ | -------------------- | -------------------------------------------------- |
| Bourgmestre        | Aurore Tourneur      | Les Engagés - Ensemble pour une Majorité Citoyenne |
| 1er Échevine       | Delphine Deneufbourg | Les Engagés - Ensemble pour une Majorité Citoyenne |
| 2e Échevin         | Albert Anthoine      | Ensemble pour une Majorité Citoyenne               |
| 3e Échevin         | Alexandre Jaupart    | Ensemble pour une Majorité Citoyenne               |
| 4e Échevin         | Olivier Bayeul       | PS                                                 |
| Présidente du CPAS | Géraldine Dujardin   | PS                                                 |

### Liste des bourgmestres
- Étienne Quenon, de 2007 à 2012, (ECP).
- Aurore Tourneur, de 2012 à aujourd'hui, (CDH-Les Engagés).

## Patrimoine et culture

### Patrimoine architectural

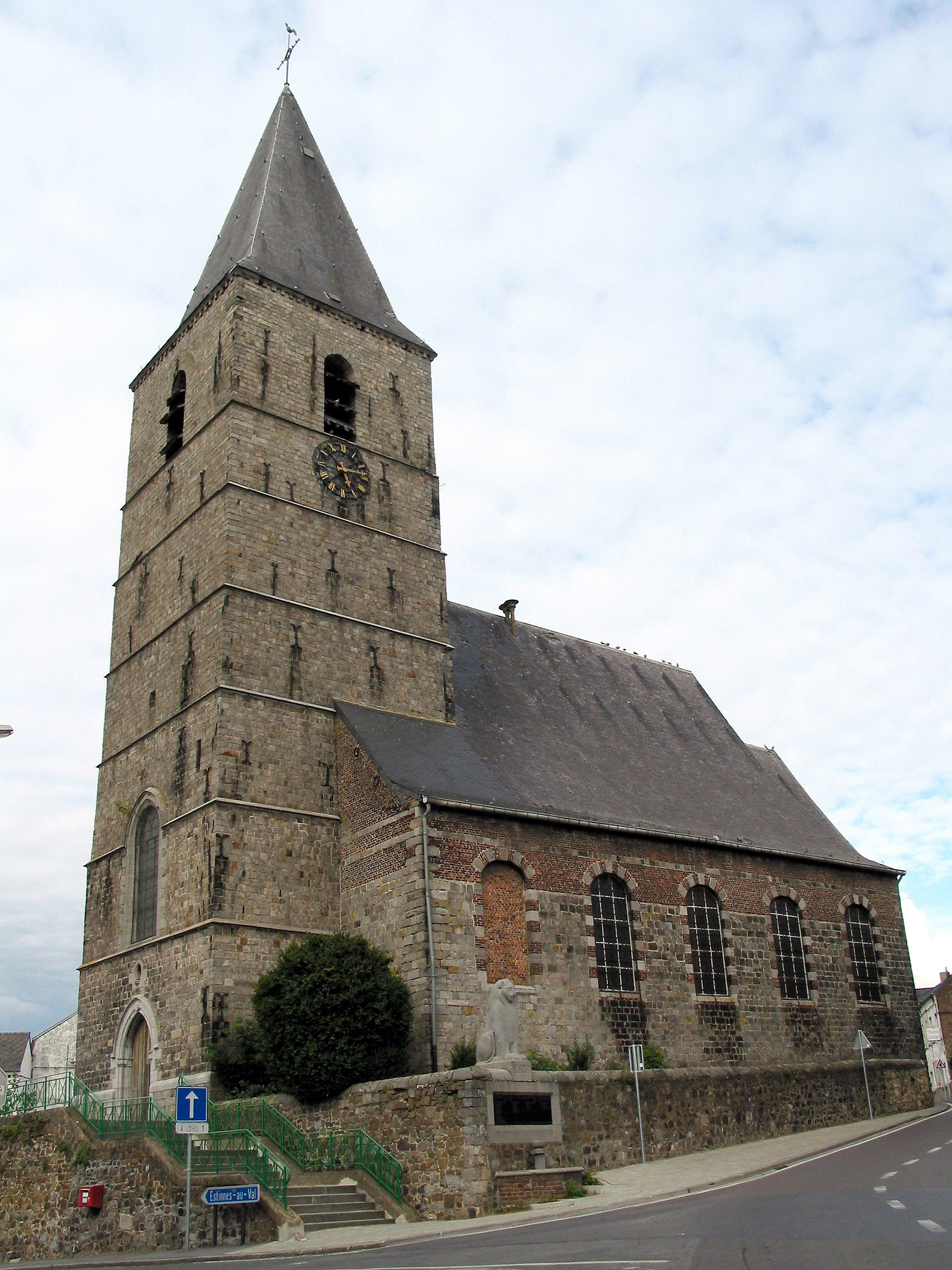
Estinnes-au-Mont, l'église Saint-Rémy.

- L'Abbaye de Bonne-Espérance se situe sur le territoire de la commune, à Vellereille-les-Brayeux. Fondée en 1130, Bonne-Espérance est la seule abbaye du Hainaut dont les bâtiments ont survécu aux révoltes et aux destructions de la Révolution française. Cet ensemble architectural classé, inscrit sur la liste du « Patrimoine immobilier exceptionnel de la Région wallonne », abrite depuis 1830 un collège d'enseignement primaire et secondaire.
- Eglise Saint-Ursmer (Vellereille-les-Brayeux). Sanctuaire de style classique édifié durant la 2e moitié du XIXe siècle, réparations vers 1909 par l'architecte Lechien[19].
- Église Saint-Remy. Edifice marqué principalement par deux campagnes de restauration, la tour carrée de façade et par le chœur à trois pans, deux œuvres gothiques hennuyère qui remonte au XVIe siècle, la seconde par les trois nefs de quatre travées réédifiées autour de 1750 par l'architecte Ci. J. de Bettignies de Mons, l'église fut aussi restaurée en 1729[20].
- Le patrimoine immobilier classé

### Pèlerinage de Compostelle
Estinnes est une étape wallonne sur la via Gallia Belgica du pèlerinage de Saint-Jacques-de-Compostelle, qui se prolonge par la via Turonensis en France. L'étape notable précédente est Waudrez (Binche) ; la suivante est Vieux-Reng.

## Enseignement

### Enseignement maternel et primaire

#### École libre
- École libre Saint-Joseph
- École primaire libre de Bonne-Espérance

#### École communale
- Estinnes-au-Mont
- Estinnes-au-Val
- Faurœulx
- Peissant
- Haulchin
- Vellereille-les-Brayeux

### Enseignement secondaire
- Collège Notre-Dame de Bonne-Espérance

## Économie

### Parc éolien

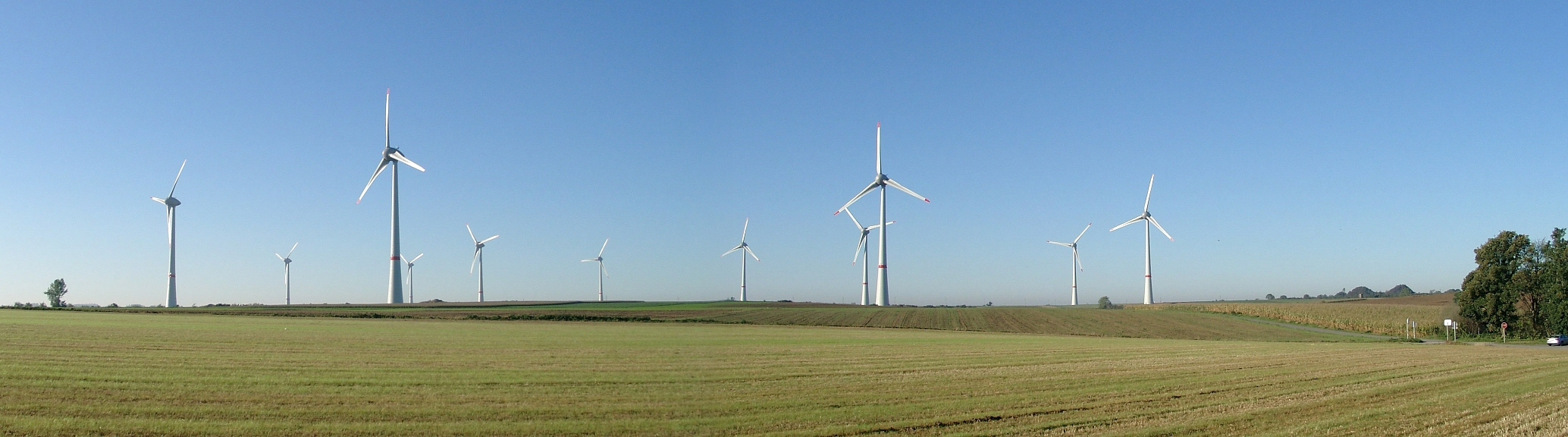
Première mondiale : parc éolien de turbines de + de 7 MW.

Parc éolien : le 25 novembre 2009, WindVision a inauguré le parc éolien d'Estinnes composé de 1 machine de 6 MW et 10 machines de 7,5 MW chacune. Les éoliennes mesurent 198 mètres de haut, et sont les plus puissantes du monde (bien qu'elles ne soient pas les plus hautes). Elles sont installées sur une emprise de 2 km sur 3. La production du site est de 187 millions de kWh par an, capable de satisfaire la consommation annuelle de 50 000 ménages. L'investissement s'établit à 135 millions d'euros.

## Personnalités locales
- Théophile Lejeune, historien, né à Estinnes-au-Val (1821-1885).
- Alfred Cauchie, prêtre, chanoine, historien, professeur à l'Université catholique de Louvain (UCL), né à Haulchin en 1860 et décédé à Rome en 1922.